# Griegos
Griegos is een gemeente in de Spaanse provincie Teruel in de regio Aragón met een oppervlakte van 31,77 km², en is de tweede hoogste gemeente van Spanje (1.601 m). Griegos telt 160 inwoners (1 januari 2016).
Het klimaat is continentaal-mediterraan, gekenmerkt door lange, koude winters met weinig sneeuw, maar waar de temperatuur kan enkele dagen door te brengen bij -15 ° C of lager. De zomers zijn mild en sommige dagen bereikt de temperatuur in de zomer 0°C.

## Demografische ontwikkeling
Bron: INE, 1857-2011: volkstellingen